# Пена Сан Джовани
Пѐна Сан Джова̀ни (на италиански: Penna San Giovanni, на местен диалект la Penna, ла Пена) е село и община в Централна Италия, провинция Мачерата, регион Марке. Разположено е на 630 m надморска височина. Населението на общината е 1142 души (към 2013 г.).